# Linfoma della zona marginale nodale
Il Linfoma della zona marginale nodale (NMZL) è una forma di linfoma che coinvolge primariamente i linfonodi.. Il tumore origina dai linfociti B della zona marginale e presenta predominanza di piccole cellule (disposte nella zona perisinusoidale, parafollicolare o marginale del linfonodo).
Questa patologia va distinta dalla diffusione ai linfonodi di un Linfoma della zona marginale extranodale che pure presenta le stesse caratteristiche istopatologiche.
I NMZL sono piuttosto rari e rendono conto di meno dell'1% di tutti i linfomi non-Hodgkin.
L'età media di insorgenza è di 60 anni e con entrambi i sessi ugualmente colpiti. La comprensione dell'NMZL è stata ostacolata dalla sua scarsa incidenza, con strategie terapeutiche basate prevalentemente sui dati del linfoma follicolare (FL) o del linfoma a piccoli linfociti (SLL). Come queste due condizioni, il NMZL è caratterizzato da un decorso indolente con una frequente disseminazione della malattia alla diagnosi.

## Presentazione clinica
Per definizione, il NMZL è caratterizzato da un coinvolgimento esclusivamente nodale. La maggior parte dei pazienti con NMZL è asintomatica e presenta linfoadenopatia periferica localizzata e sistemica. Nelle presentazioni localizzate, sono maggiormente coinvolti i linfonodi della testa e del collo mentre in quelle sistemiche si manifestano principalmente linfoadenopatie addominali. L'infiltrazione del midollo osseo di solito si verifica in circa il 30% dei pazienti, mentre l'interessamento del sangue periferico è occasionale. Circa il 20-40% dei pazienti con NZML sviluppa sintomi B (sudorazioni notturne, perdita di peso ingiustificato maggiore del 10% negli ultimi 6 mesi, febbre, fatica e perdita di appetito) e il performance status è complessivamente buono.

## Diagnosi
L'MZL nodale mostra caratteristiche citologiche, immunofenotipiche e genetiche simili al linfoma della zona marginale splenico ed extranodale, e questo può provocare difficoltà diagnostiche, in particolare nei casi del coinvolgimento della milza o di siti extranodali. Ad oggi, non esiste un sistema di punteggio prognostico validato per il NMZL, con dati contrastanti sull'applicabilità del FLIPI (Indice Prognostico Internazionale Linfoma Follicolare). L'aumento dell'età e lo stadio avanzato alla diagnosi sono tuttavia associati ad un impatto prognostico peggiore rispetto ad un malato giovane.
Circa il 10% dei pazienti può presentarsi con la presenza di una paraproteina IgM. Questa condizione può portare a confondere la diagnosi con la macroglobulinemia di Waldenströms. L'assenza della mutazione MYD88 L265P (una caratteristica della macroglobulinemia di Waldenströms) supporta la diagnosi di NMZL sebbene possa essere osservata anche in circa il 15% dei pazienti colpiti da linfoma marginale splenico.
I linfociti B tipici della zona marginale (simili a centrociti) hanno nuclei di piccole e medie dimensioni, leggermente irregolari con nucleoli poco appariscenti, cromatina moderatamente dispersa e citoplasma pallido. L'accumulo di abbondante citoplasma a colorazione pallida può portare ad un aspetto monocitoide La diagnosi avviene principalmente grazie a tecniche di immunoistochimica, come la positività o negatività per i seguenti marcatori: CD20, CD10, CD5, CD23, ciclina D1, immunoglobulina (Ig)D e SOX-11. 
| Molecola           | Tecnica diagnostica | Risultato atteso  |
| ------------------ | ------------------- | ----------------- |
| CD20               | IHC                 | Positivo          |
| CD5                | IHC                 | Negativo*         |
| CD23               | IHC                 | Negativo/Positivo |
| CD10               | IHC                 | Negativo          |
| IgD                | IHC                 | Negativo          |
| Ciclina D1         | IHC                 | Negativo          |
| SOX-11             | IHC                 | Negativo          |
| Mutazione di MYD88 | PCR                 | Negativo          |

- * = in alcuni casi CD5 può risultare positivo[13]

La negatività alla ciclina D1 ed al SOX-11 è fondamentale per escludere la diagnosi di linfoma mantellare, in particolare nei casi CD5 positivi.